# Gare de Thiel-sur-Acolin
Gare de Thiel-sur-Acolin vasútállomás Franciaországban, Thiel-sur-Acolin településen.

## Vasútvonalak
Az állomást az alábbi vasútvonalak érintik:
- Moulins-Mâcon-vasútvonal

## Kapcsolódó állomások
A vasútállomáshoz az alábbi állomások vannak a legközelebb: